# هنري ألين كوبر
هنري ألين كوبر (بالإنجليزية: Henry A. Cooper)‏ هو محامي وسياسي أمريكي، ولد في 8 سبتمبر 1850 في سبرينغ بريري في الولايات المتحدة، وتوفي في 1 مارس 1931 في واشنطن العاصمة في الولايات المتحدة. حزبياً، نشط في الحزب الجمهوري. وقد انتخب عضو مجلس ولاية ويسكونسن وانتخب عضو مجلس النواب الأمريكي.